# 스머프: 비밀의 숲
《스머프: 비밀의 숲》(영어: Smurfs: The Lost Village)는 2017년에 공개된 미국의 3D 애니메이션 영화로, 감독은 켈리 애스버리이다.

## 줄거리
스머프들은 스머프 마을에 평화롭게 살고 있는 작은 푸른 사람들이다. 유일한 여성 스머프인 스머페트는 그들의 숙적인 가갈멜이 스머프들을 파괴하기 위해 만들었지만, 파파 스머프에 의해 구원받고 마을의 일원이 되었다. 그녀는 다른 스머프들이 가지고 있는 삶의 목적을 찾으려고 노력하면서 자신이 잘 어울리지 못한다고 느낀다.
스머프보드를 타던 스머페트는 신비한 가면을 쓴 생명체를 만나 가갈멜의 소굴로 잡혀간다. 그곳에서 그녀는 우연히 그 생명체가 금지된 숲으로 들어가기 전에 떨어뜨린 모자를 드러내고, 이로 인해 가갈멜은 스머프 마을을 찾을 수 있는 마법의 물약을 만들게 된다. 덩치, 똘똘이, 주책이는 스머페트가 탈출하는 것을 돕고 스머프 마을로 돌아오지만, 파파는 그의 명령에 거의 불복종한 벌로 그들을 집에 가둔다. 그날 밤, 스머페트는 금지된 숲에 있는 잃어버린 마을을 찾아 가갈멜의 도착을 경고하기 위해 몰래 빠져나가고, 덩치, 똘똘이, 주책이가 그녀와 함께 가겠다고 자원한다. 가갈멜은 그들이 마을을 찾으려 하는 것을 발견하고, 그의 애완 고양이 아즈라엘과 독수리 몬티와 함께 그들을 막기 위해 나선다. 한편, 파파는 그들이 사라진 것을 발견하고 화가 나서 그들을 찾으러 떠난다.
다음 날 아침, 스머프들은 직접 만든 뗏목을 타고 강을 건넌다. 짧은 추격전 끝에 그들은 물에 빠진 가갈멜을 구한다. 그러나 가갈멜은 그들을 뗏목에서 밀어 폭포 아래로 떨어뜨림으로써 그들을 배신한다. 그들은 곧 잃어버린 마을의 주민들이라고 밝힌 여성 스머프 무리에게 공격당하고 붙잡힌다. 그들은 스머피 숲으로 끌려가 스머프블러섬, 스머프스톰, 스머프릴리, 그리고 그들의 리더인 스머프윌로우를 만난다. 이들은 모두 스머프들을 그들의 집에 환영한다. 스톰과 주책이는 가갈멜을 찾아 다른 스머프들에게 경고하기 위해 떠난다. 여행 중에 주책이는 스머페트가 가갈멜에 의해 만들어졌다는 것을 실수로 밝히고, 이로 인해 스톰은 스머페트를 불신하게 된다.
한편, 가갈멜, 아즈라엘, 몬티는 피라냐가 우글거리는 호수인 돌아올 수 없는 늪으로 이끌려간다. 그들은 스톰의 잠자리인 스핏파이어를 타고 하늘에 있는 주책이와 스톰을 발견한다. 몬티는 공중전으로 그들을 공격하지만, 스머프들이 마을로 날아가기 전에 패배한다. 스머페트는 스머피 숲의 삶에 익숙해지고, 덩치와 똘똘이는 실망한다. 스톰과 주책이는 스핏파이어와 함께 돌아와 스머페트가 가갈멜에 의해 만들어졌다는 것을 밝히고, 여성 스머프들은 그날 밤 임박한 공격에 대비한다. 가갈멜은 갑자기 스머피 숲을 침략하고 파괴하며 모든 스머프를 붙잡는다. 스머페트는 진짜 스머프가 아니므로 가갈멜에게 쓸모가 없어 목숨을 건지고, 스머피 숲의 폐허에서 울고 있다. 그녀는 곧 아이디어를 얻고 가갈멜의 소굴로 돌아가 그를 상대한다.
가갈멜의 소굴에서 모든 스머프는 가갈멜이 그들의 정수를 추출할 수 있는 기계를 준비하는 동안 갇혀 있다. 스머프들은 똘똘이의 계획을 사용하여 탈출하려고 하지만 가갈멜이 그들을 발견하고 모두 자신의 기계에 넣고 그들의 정수를 통해 힘을 얻는다. 스머페트가 도착하여 가갈멜을 속여 다시 사악해지고 싶어 하는 것처럼 믿게 만든다. 가갈멜은 그의 마법으로 스머페트를 다시 사악하게 만들지만, 그녀는 대신 그의 마법을 흡수한다. 스머페트가 마법을 흡수하면서 그녀는 결국 소굴을 폭발시키고, 가갈멜, 아즈라엘, 몬티는 돌아올 수 없는 늪으로 다시 날아간다. 스머프들은 우리에서 풀려나지만, 스머페트는 찰흙으로 변한다.
스머프 마을로 돌아온 스머프들은 스머페트를 위한 기념비를 만들고 조용히 그녀의 죽음을 애도한다. 스머페트에 대한 그들의 에너지와 사랑이 그녀를 부활시킨다.

## 성우진
- 맨디 패팅킨: 파파 스머프
- 데미 로바토: 스머페트
- 레인 윌슨: 가가멜
- 조 맹거넬로: 덩치 스머프
- 잭 맥브레이어: 주책이 스머프
- 대니 푸디: 똘똘이 스머프
- 미셸 로드리게스: 스머프 스톰
- 엘리 켐퍼
- 줄리아 로버츠
- 아리엘 윈터
- 메간 트레이너
- 브렛 마넬
- 켈리 애스버리
- 제이크 존슨
- 가브리엘 이글레시아스
- 타이터스 버지스
- 제프 던햄
- 디 브레들리 베이커
- 프랭크 웨커

### 한국어판 목소리 출연
- 김서영: 스머페트
- 김현수: 덩치 스머프
- 원호섭: 파파 스머프
- 조민수: 주책이 스머프
- 설영범: 가가멜
- 남도형: 똘똘이 스머프
- 윤소라: 스머프 윌로우(버들)
- 임윤선: 스머프 스톰
- 그 외 참여 성우들: 김영은, 하성용, 사문영, 박고운, 김자연, 강시현, 이재현, 김새해, 이현, 이호산, 사성웅, 심규혁, 김혜성, 김기흥, 현경수, 정주원